# Saison 2011-2012 du Montpellier Hérault Sport Club (féminines)
Maillots
Dernière mise à jour : 7 mai 2012.
Chronologie
Saison précédente Saison suivante
La saison 2011-2012 du Montpellier Hérault Sport Club voit le club évoluer pour la quatorzième saison consécutive en Division 1. 
Les pailladines sont en lice dans deux compétitions, la Division 1 et la coupe de France.

## Déroulement de la saison

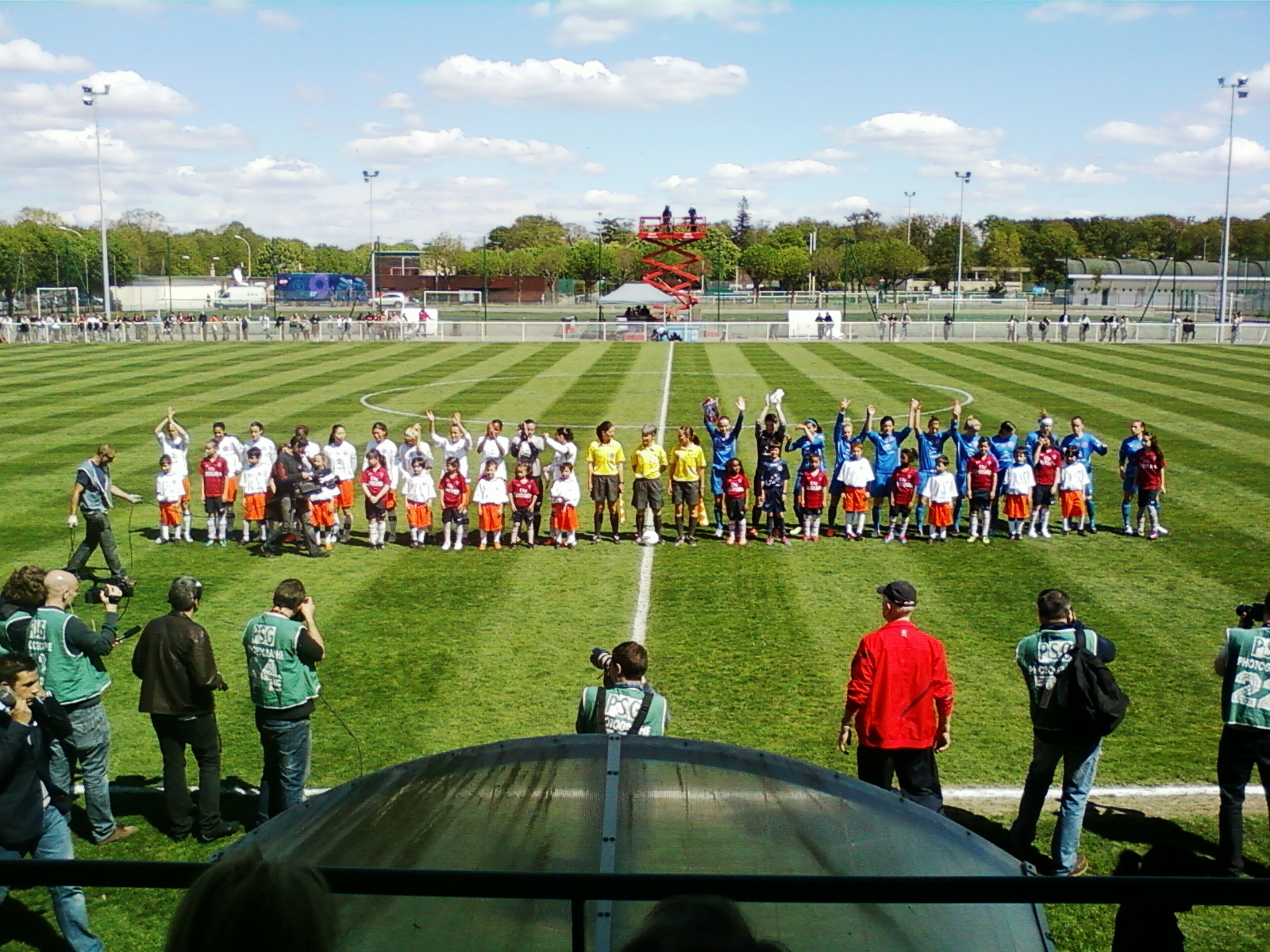
Le Montpellier HSC opposé au Paris-Saint-Germain en demi-finale de la coupe de France 2011-2012.

## Joueuses et staff

### Transferts
| Été 2011            |             |           |                        |                             |
| Nom                 | Nationalité | Transfert | Provenance/Destination | Division                    |
| Arrivées            |             |           |                        |                             |
| Aya Sameshima       | Japon       | Transfert | Boston Breakers        | Women's Professional Soccer |
| Départs             |             |           |                        |                             |
| Laura Meynier       | France      | Transfert | Nîmes MG               | Division 2                  |
| Marine Cacciaguerra | France      | Transfert | Nîmes MG               | Division 2                  |
| Caroline La Villa   | France      | Transfert | AS Saint-Étienne       | Division 1                  |
| Céline Deville      | France      | Transfert | Olympique lyonnais     | Division 1                  |

| Hiver 2011-2012 |             |           |                        |                     |
| Nom             | Nationalité | Transfert | Provenance/Destination | Division            |
| Arrivées        |             |           |                        |                     |
| Claire Lavogez  | France      | Transfert | FCF Hénin-Beaumont     | Division 1          |
| Jessica Remmes  | États-Unis  | Transfert | James Madison Dukes    | NCAA Women's Soccer |
| Départs         |             |           |                        |                     |
| Jessica Remmes  | États-Unis  | Transfert | EA Guingamp            | Division 1          |

| Printemps 2012 |             |                               |                        |            |
| Nom            | Nationalité | Transfert                     | Provenance/Destination | Division   |
| Arrivées       |             |                               |                        |            |
| Anaïs Montet   | France      | Intégration à l'équipe sénior |                        |            |
| Lindsey Thomas | France      | Intégration à l'équipe sénior | ES Blanquefortaise     | Division 2 |

## Rencontres de la saison

### Matchs amicaux[6]
| Date     | Adversaire               | Lieu         | Résultat | Buteuses du MHSC   |
| 17/08/11 | Toulouse FC (Division 2) | Toulouse     | 1-0      | 28e Viviane Asseyi |
| 20/08/11 | Algérie                  | Saint-Gilles | 1-1      | 26e Viviane Asseyi |
| 27/08/11 | PI Vendarguois (-19 ans) | Montpellier  | 0-5      | -                  |

### Division 1
| Date     |            | Adversaire          | Lieu | Résultat | Buteuses du MHSC | Place |
| 04/09/11 | Journée 1  | Rodez AF            | Dom. | 1-0      | 76e Ludivine Diguelman | 4e    |
| 11/09/11 | Journée 2  | FF Yzeure           | Ext. | 2-1      | 76e Ludivine Diguelman · 84e Kelly Gadea | 3e    |
| 12/10/11 | Journée 3  | Olympique lyonnais  | Dom. | 1-1      | 73e Marine Pervier | 4e    |
| 02/10/11 | Journée 4  | FCF Juvisy          | Ext. | 1-2      | 62e Marie-Laure Delie | 7e    |
| 09/10/11 | Journée 5  | FC Vendenheim       | Dom. | 5-0      | 28e (pen.) Ludivine Diguelman · 48e Meryll Wenger · 56e Stéphanie De Revière · 82e Hoda Lattaf · 90e Hoda Lattaf · 90e Hoda Lattaf                                  | 4e    |
| 16/10/11 | Journée 6  | FCF Hénin-Beaumont  | Ext. | 6-0      | 9e (csc) Charlotte Landrieux · 14e Marine Pervier · 36e (pen.) Viviane Asseyi · 41e Faustine Robert · 42e Viviane Asseyi · 52e Faustine Robert                      | 3e    |
| 30/10/11 | Journée 7  | ASJ Soyaux          | Dom. | 4-2      | 5e Kelly Gadea · 31e Ludivine Diguelman · 42e Viviane Asseyi · 69e Viviane Asseyi                                                                                   | 3e    |
| 06/11/11 | Journée 8  | AS Saint-Étienne    | Dom. | 4-0      | 56e Marie-Laure Delie · 63e Kelly Gadea · 90e Claire Lavogez · 90e Viviane Asseyi                                                                                   | 3e    |
| 13/11/11 | Journée 9  | EA Guingamp         | Ext. | 3-0      | 16e Hoda Lattaf · 30e Kelly Gadea · 81e Hoda Lattaf | 3e    |
| 27/11/11 | Journée 10 | AS Muretaine        | Dom. | 8-0      | 34e Claire Lavogez · 50e Hoda Lattaf · 54e Hoda Lattaf · 58e Stéphanie De Revière · 64e Marie-Laure Delie · 74e Kelly Gadea · 79e Viviane Asseyi · 82e Élodie Ramos | 3e    |
| 04/12/11 | Journée 11 | Paris-Saint-Germain | Ext. | 1-1      | 70e Kelly Gadea | 3e    |
| 11/12/11 | Journée 12 | FF Yzeure           | Dom. | 4-0      | 6e (csc) Stéphanie Maître · 48e Hoda Lattaf · 79e Élodie Ramos · 86e Rumi Utsugi                                                                                    | 3e    |
| 08/01/12 | Journée 13 | Olympique lyonnais  | Ext. | 0-1      | - | 3e    |
| 15/01/12 | Journée 14 | FCF Juvisy          | Dom. | 0-0      | - | 4e    |
| 22/01/12 | Journée 15 | FC Vendenheim       | Ext. | 3-1      | 25e Hoda Lattaf · 36e Marine Pervier · 90e Marie-Laure Delie | 3e    |
| 05/02/12 | Journée 16 | FCF Hénin-Beaumont  | Dom. | 5-1      | 34e Marie-Laure Delie · 38e Rumi Utsugi · 55e Marie-Laure Delie · 76e Hoda Lattaf · 90e Charlène Farrugia                                                           | 3e    |
| 22/04/12 | Journée 17 | ASJ Soyaux          | Ext. | 0-6      | 22e Marion Torrent · 45e Stéphanie De Revière · 67e Marie-Laure Delie · 84e Hoda Lattaf · 90e Melissa Plaza · 90e Ludivine Diguelman                                | -     |
| 25/03/12 | Journée 18 | AS Saint-Étienne    | Ext. | 6-1      | 22e Kelly Gadea · 45e Marine Pervier · 67e Claire Lavogez · 84e Viviane Asseyi · 90e Stéphanie De Revière · 90e Marie-Laure Delie                                   | 3e    |
| 15/04/12 | Journée 19 | EA Guingamp         | Dom. | 4-2      | 33e Marie-Laure Delie · 44e Marie-Laure Delie · 56e Hoda Lattaf · 88e Stéphanie De Revière                                                                          | 2e    |
| 06/05/12 | Journée 20 | AS Muretaine        | Ext. | 0-4      | 16e Stéphanie De Revière · 19e Kelly Gadea · 50e Stéphanie De Revière · 66e Marie-Laure Delie                                                                       | 3e    |
| 27/05/12 | Journée 21 | Paris-Saint-Germain | Dom. | -        | - | -     |
| 03/06/12 | Journée 22 | Rodez AF            | Ext. | -        | - | -     |

### Coupe de France
| Date     |                 | Adversaire                        | Lieu    | Résultat        | Buteuses du MHSC                                                                                          |
| 29/01/12 | 1/32e de finale | Nîmes Métropole Gard (Division 2) | Ext.    | 2-1             | 10e Marie-Laure Delie · 48e Rumi Utsugi                                                                   |
| 19/02/12 | 1/16e de finale | Saint-Simon ES (Division 2)       | Ext.    | 5-0             | 3e Hoda Lattaf · 26e Rumi Utsugi · 53e Charlène Farrugia · 78e Ludivine Diguelman · 81e Charlène Farrugia |
| 11/03/12 | 1/8e de finale  | Rodez AF (Division 1)             | Dom.    | 0-0 (Tab : 4-2) | - |
| 08/04/12 | 1/4 de finale   | Toulouse FC (Division 2)          | Dom.    | 5-1             | 17e Hoda Lattaf · 20e Kelly Gadea · 41e Marie-Laure Delie · 48e Ludivine Diguelman · 88e Hoda Lattaf      |
| 29/04/12 | Demi-finale     | Paris SG (Division 1)             | Ext.    | 0-1             | 13e Marion Torrent                                                                                        |
| 01/05/12 | Finale          | Olympique lyonnais (Division 1)   | Bourges | 1-2             | 76e Marine Pervier                                                                                        |

## Statistiques

### Statistiques collectives
| Compétition     | Débute au tour | Place ou tour final | Matches joués | Gagnés | Nuls | Perdus | Buts pour | Buts contre | Différence |
| Division 1      | -              | -                   | 20            | 15     | 3    | 2      | 68        | 14          | +54        |
| Coupe de France | 1/32 de finale | Finaliste           | 6             | 4      | 1    | 1      | 14        | 4           | +10        |
| Total           | -              | -                   | 26            | 19     | 4    | 3      | 82        | 18          | +64        |

### Statistiques individuelles
| Numéro | Nat. | Nom          | Division 1 | Division 1  | Division 1 | Division 1   | Coupe de France | Coupe de France | Coupe de France | Coupe de France | Total | Total       | Total  | Total        |
| Numéro | Nat. | Nom          | M.j.       | But inscrit | Averti     | Carton rouge | M.j.            | But inscrit     | Averti          | Carton rouge    | M.j.  | But inscrit | Averti | Carton rouge |
| 1      |      | Durand       | 3          | 0           | 0          | 0            | 1               | 0               | 0               | 0               | 4     | 0           | 0      | 0            |
| 16     |      | Philippe     | 17         | 0           | 0          | 0            | 4               | 0               | 0               | 0               | 21    | 0           | 0      | 0            |
| 2      |      | Orsini       | 2          | 0           | 0          | 0            | 0               | 0               | 0               | 0               | 2     | 0           | 0      | 0            |
| 3      |      | Gadea        | 20         | 8           | 1          | 0            | 5               | 1               | 0               | 0               | 24    | 9           | 1      | 0            |
| 4      |      | Torrent      | 16         | 1           | 1          | 0            | 3               | 1               | 0               | 0               | 19    | 2           | 1      | 0            |
| 5      |      | Meilleroux   | 19         | 0           | 1          | 0            | 5               | 0               | 0               | 0               | 24    | 0           | 1      | 0            |
| 8      |      | Sameshima    | 16         | 0           | 0          | 0            | 4               | 0               | 0               | 0               | 20    | 0           | 0      | 0            |
| 17     |      | Viana        | 7          | 0           | 1          | 0            | 0               | 0               | 0               | 0               | 7     | 0           | 1      | 0            |
| 19     |      | Beaude       | 2          | 0           | 0          | 0            | 1               | 0               | 0               | 0               | 3     | 0           | 0      | 0            |
| 24     |      | Gagnet       | 1          | 0           | 0          | 0            | 0               | 0               | 0               | 0               | 1     | 0           | 0      | 0            |
| 6      |      | Bilbault     | 17         | 0           | 3          | 0            | 4               | 0               | 0               | 0               | 21    | 0           | 3      | 0            |
| 7      |      | Utsugi       | 16         | 2           | 0          | 0            | 5               | 1               | 0               | 0               | 21    | 3           | 0      | 0            |
| 10     |      | Hamou Maamar | 6          | 0           | 1          | 1            | 3               | 0               | 0               | 0               | 9     | 0           | 1      | 1            |
| 11     |      | Diguelman    | 15         | 5           | 1          | 0            | 4               | 1               | 1               | 0               | 19    | 6           | 2      | 0            |
| 13     |      | Plaza        | 9          | 1           | 0          | 0            | 5               | 0               | 0               | 0               | 14    | 1           | 0      | 0            |
| 14     |      | Lavogez      | 8          | 3           | 1          | 0            | 2               | 0               | 0               | 0               | 10    | 3           | 1      | 0            |
| 15     |      | Pervier      | 19         | 4           | 0          | 0            | 5               | 1               | 0               | 0               | 24    | 5           | 0      | 0            |
| 22     |      | Dali         | 1          | 0           | 0          | 0            | 0               | 0               | 0               | 0               | 1     | 0           | 0      | 0            |
| 29     |      | Robert       | 8          | 2           | 0          | 0            | 0               | 0               | 0               | 0               | 8     | 2           | 0      | 0            |
| 34     |      | Montet       | 1          | 0           | 0          | 0            | 0               | 0               | 0               | 0               | 1     | 0           | 0      | 0            |
| 9      |      | Ramos        | 6          | 2           | 0          | 0            | 1               | 0               | 0               | 0               | 7     | 2           | 0      | 0            |
| 12     |      | Farrugia     | 2          | 1           | 0          | 0            | 1               | 0               | 0               | 0               | 3     | 1           | 0      | 0            |
| 18     |      | Lattaf       | 18         | 11          | 0          | 0            | 5               | 2               | 0               | 0               | 23    | 13          | 0      | 0            |
| 20     |      | Asseyi       | 17         | 7           | 2          | 0            | 3               | 0               | 1               | 0               | 20    | 7           | 3      | 0            |
| 21     |      | De Revière   | 15         | 7           | 1          | 0            | 2               | 0               | 0               | 0               | 17    | 7           | 1      | 0            |
| 23     |      | Delie        | 17         | 11          | 0          | 0            | 5               | 2               | 0               | 0               | 22    | 13          | 0      | 0            |
| 25     |      | Wenger       | 2          | 1           | 0          | 0            | 0               | 0               | 0               | 0               | 2     | 1           | 0      | 0            |
| 27     |      | De Sousa     | 0          | 0           | 0          | 0            | 0               | 0               | 0               | 0               | 0     | 0           | 0      | 0            |
| 39     |      | Thomas       | 0          | 0           | 0          | 0            | 1               | 0               | 0               | 0               | 1     | 0           | 0      | 0            |

### Autres statistiques
| Joueur               | Total |
| Hoda Lattaf          | 13    |
| Marie-Laure Delie    | 13    |
| Kelly Gadea          | 9     |
| Viviane Asseyi       | 7     |
| Stéphanie De Revière | 7     |
| Ludivine Diguelman   | 6     |
| Marine Pervier       | 5     |
| Rumi Utsugi          | 3     |
| Claire Lavogez       | 3     |
| Faustine Robert      | 2     |
| Élodie Ramos         | 2     |
| Marion Torrent       | 2     |
| Meryll Wenger        | 1     |
| Charlène Farrugia    | 1     |
| Melissa Plaza        | 1     |

| Joueur               | Total |
| Hoda Lattaf          | 17    |
| Aya Sameshima        | 7     |
| Marie-Laure Delie    | 6     |
| Ludivine Diguelman   | 4     |
| Nora Hamou Maamar    | 2     |
| Faustine Robert      | 2     |
| Viviane Asseyi       | 1     |
| Rumi Utsugi          | 1     |
| Stéphanie De Revière | 1     |

Buts
- Premier but de la saison :   76e Ludivine Diguelman contre le Rodez AF lors de la 1re journée de championnat
- Premier doublé :   82e  90e Hoda Lattaf contre le FC Vendenheim lors de la 5e journée de championnat
- But le plus rapide d'une rencontre :   5e Kelly Gadea contre l'ASJ Soyaux lors de la 7e journée de championnat
- But le plus tardif d'une rencontre :   76e Ludivine Diguelman contre le Rodez AF et contre le FF Yzeure lors de la 1re et de la 2e journée de championnat
- Plus grande marge : 8 buts (marge positive) 8-0 face à l'AS Muretaine lors de la 10e journée de championnat
- Plus grand nombre de buts dans une rencontre : 8 buts 8-0 face à l'AS Muretaine lors de la 10e journée de championnat
- Victoires consécutives : 6 matchs du 25 mars au en cours
- Défaites consécutives :
- Matchs sans défaite : 12 matchs  du 15 janvier au en cours
- Matchs sans victoire : 2 matchs  du 8 janvier au 15 janvier

Discipline
- Premier carton jaune :  66e Cynthia Viana contre le Rodez AF lors de la 1re journée de championnat
- Premier carton rouge :   44e Nora Hamou Maamar contre le FCF Juvisy lors de la 4e journée de championnat
- Plus grand nombre de cartons dans un match : 4  11, 20e et    22e,  44econtre le FCF Juvisy